# Jef Van Damme
Jef Van Damme, né le 8 janvier 1979 à Gand, est un homme politique belge bruxellois, membre de Sp.a.
Il est licencié en droit et titulaire d'un master en European Studies.

## Carrière politique
- 2009-2019     : Député au parlement bruxellois
- 2006-2012 + 2018-      : Échevin à Molenbeek-Saint-Jean